# Ноулз, Шаника
Шаника Ноулз (англ. Shanica Knowles; род. 17 ноября 1990, Майами, Флорида) — американская актриса.

## Биография
Шаника Ченнелл Ноулз родилась 17 ноября 1990 года в Майами, штат Флорида, США. Вместе с семьей переехала в Сидар-Рапидс, штат Айова.
Шаника дебютировала в кино в 2005 году. Стала известна благодаря участию в сериале «Ханна Монтана». Снималась в рекламе «Bratz Dolls» (2005), «American Idol DVD Video Game» (2006), «Metro PCS» (2007), «Round Table Pizza» (2007), «State Farm» (2008), «K swiss tennis shoes» (2010), «AT&T» (2010). Участвовала в шоу «Танцы со звездами». Рассматривалась на роль Талии Грейс в фильме «Перси Джексон: Море чудовищ», но в итоге её не получила.

## Фильмография
| Год       |    | Русское название             | Оригинальное название                    | Роль           |
| --------- | -- | ---------------------------- | ---------------------------------------- | -------------- |
| 2005      | с  | Нетакая                      | Unfabulous                               | Ванесса        |
| 2006—2011 | с  | Ханна Монтана                | Hannah Montana                           | Эмбер Эддисон  |
| 2007      | тф | Сладкие 16: Фильм            | Super Sweet 16: The Movie                | Сиерра         |
| 2007      | тф | Прыгай!                      | Jump In!                                 | Шона Китон     |
| 2011      | с  | Закон Хэрри                  | Harry’s Law                              | Шонда          |
| 2011      | с  | В потоке с Эффион Крокетт    | In the Flow with Affion Crockett         | Элла           |
| 2011      | с  | Неуклюжая                    | Awkward                                  | Мишелль        |
| 2011      | с  | Мелисса и Джоуи              | Melissa & Joey                           | Сандра         |
| 2012      | ф  | Нахальные трусики            | Sassy Pants                              | Эмбер          |
| 2013      | с  | Пригород                     | Suburgatory                              | Аманта         |
| 2013      | с  | Настоящие голливудские мужья | Real Husbands of Hollywood               | Ронда          |
| 2015      | тф |                              | Megachurch Murder                        | Ханна Спирс    |
| 2016      | тф | Девушка из Комптона          | Surviving Compton: Dre, Suge & Michel’le | Тичина Арнольд |
| 2018      | с  | Молодые и дерзкие            | The Young and the Restless               | Симона Берч    |
| 2018      | ф  | Идеальная игрушка 2          | Life-Size 2                              | Тахлия         |